# Friedrich August Haselwander

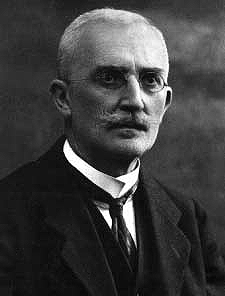
Friedrich August Haselwander, ca. 1920

Friedrich August Haselwander (* 18. Oktober 1859 in Offenburg; † 14. März 1932 in Freiburg im Breisgau) war ein deutscher Ingenieur, der Erfinder der Drehstrom-Synchronmaschine zur Erzeugung von Wechselstrom und des kompressorlosen Ölmotors.

## Leben
Friedrich August Haselwander wurde am 18. Oktober 1859 in Offenburg als einziges Kind des Eisenbahnbeamten aus Haslach im Kinzigtal Johann Haselwander und seiner Frau Augusta geboren. Sein Großvater stammte aus Hausach. Sie war die Tochter von Karl Friedrich Burg aus einem alten Offenburger Fischer- und Schlossergeschlecht von dem auch der Mainzer Weihbischof Vitus Burg stammte. Haselwander wuchs in einem angesehenen, gutbürgerlichen Milieu auf, wurde katholisch und liberal erzogen. Nach dem frühen Tod seiner Eltern lebte Haselwander bei seinem Onkel, einem Schlossermeister, der ihn auf das humanistische Gymnasium in Offenburg (das heutige Grimmelshausen-Gymnasium) schickte. Der Schüler entwickelte jedoch wenig Interesse für alte Sprachen, sondern zeigte schon früh eine Vorliebe für Naturwissenschaften. Offenburg war zu dieser Zeit eine von moderner Technik faszinierte Stadt, verfügte sie doch seit 1. August 1845 über einen Bahnhof der Rheintalbahn. Der Abzweig nach Konstanz mittels der kühnen Konstruktion von Robert Gerwig, der Badischen Schwarzwaldbahn, befand sich gerade im Bau.

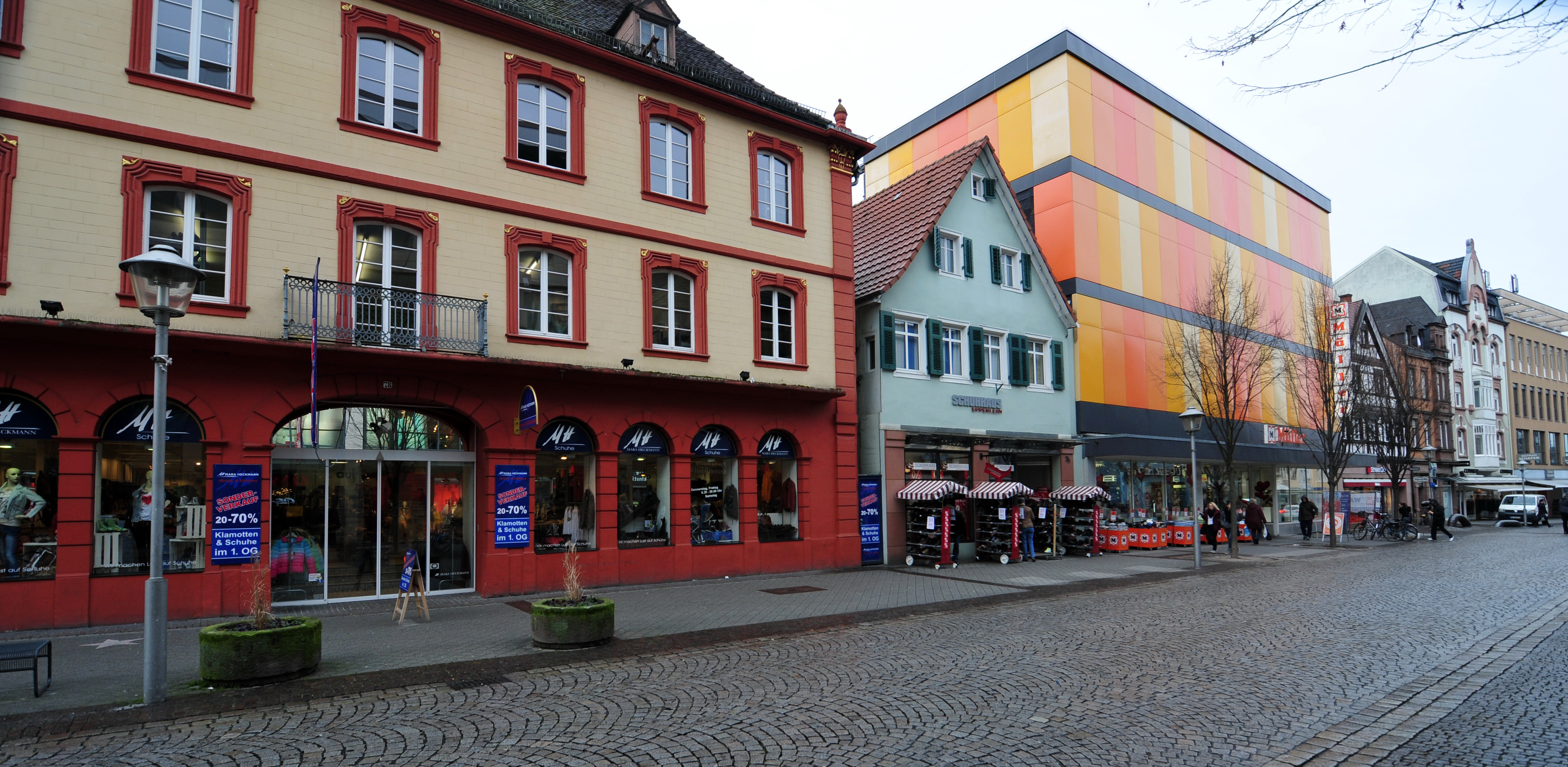
Im Bürgerhaus (links) erbaut 1749 in der Hauptstr. 78 kam er zur Welt

Nach seiner Schulzeit begann er 1878 sein naturwissenschaftliches Studium, zu dem die Fächer Mathematik, Physik und Elektrizitätslehre, Chemie und Mineralogie gehörten. Als Ausbildungsstationen lassen sich das Polytechnikum Karlsruhe sowie die Universitäten München und Straßburg nachweisen. Die Polytechnische Schule Karlsruhe verließ er 1883 ohne Examen, was damals nicht außergewöhnlich war, da nur jemand, der in den Staatsdienst wollte, einen Abschluss nachweisen musste. In Straßburg studierte er bei August Kundt und hörte auch Vorträge von Nikola Tesla. Dieser war 1883 von seinem Arbeitgeber, der Edison Company von Paris nach Straßburg als Entstörer der anfälligen Gleichstromleitungen gesandt worden und baute hier einen funktionierenden Dynamo für Wechselstrom und einen Induktionsmotor die aber niemand finanzieren wollte.
Nach dem Militärdienst als Einjährig-Freiwilliger kehrte Haselwander mit 27 Jahren nach Offenburg zurück und ließ sich als selbständiger Elektrotechniker nieder. Im Jahre 1885 heiratete Haselwander Emilie Tomen aus Mahlberg und gewann damit Kontakt zu Lahrer Industriellenkreisen. Die Ehe blieb kinderlos und litt unter der Tragik, dass seine Ehefrau Emilie jahrelang in einer Nervenheilanstalt behandelt werden musste. 1886 begann er in Offenburg mit dem Bau von Dynamomaschinen. In der mechanischen Werkstätte der Firma Bilfinger entwickelte er den ersten Drehstromgenerator der Welt, der am 12. Oktober 1887 in der Hutfabrik Adrion für Beleuchtungszwecke in Betrieb genommen wurde.

## Erfindungen
Sein erstes Patent meldete Haselwander bereits als Student an, insgesamt waren es etwa 20.

### Elektrische Lampe
Sein erstes Patent erhielt Haselwander noch als Student am 12. Juli 1880 für eine „Elektrische Lampe mit kontinuierlicher Regelung des Lichtbogens“.

### Drehstrom-Synchronmaschine

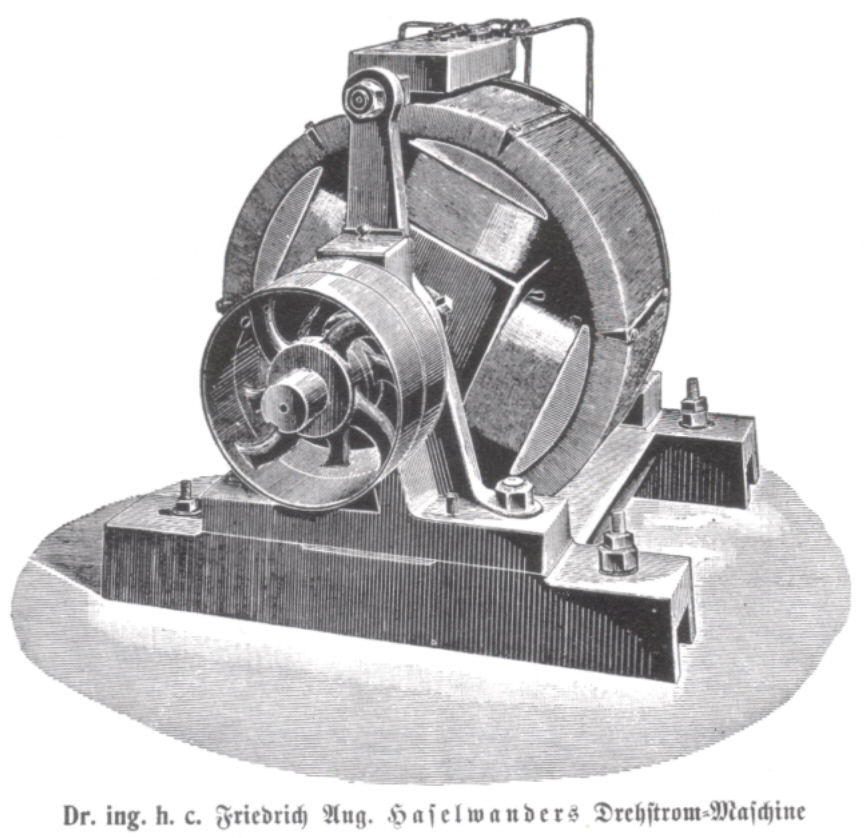
Haselwanders Drehstrommaschine

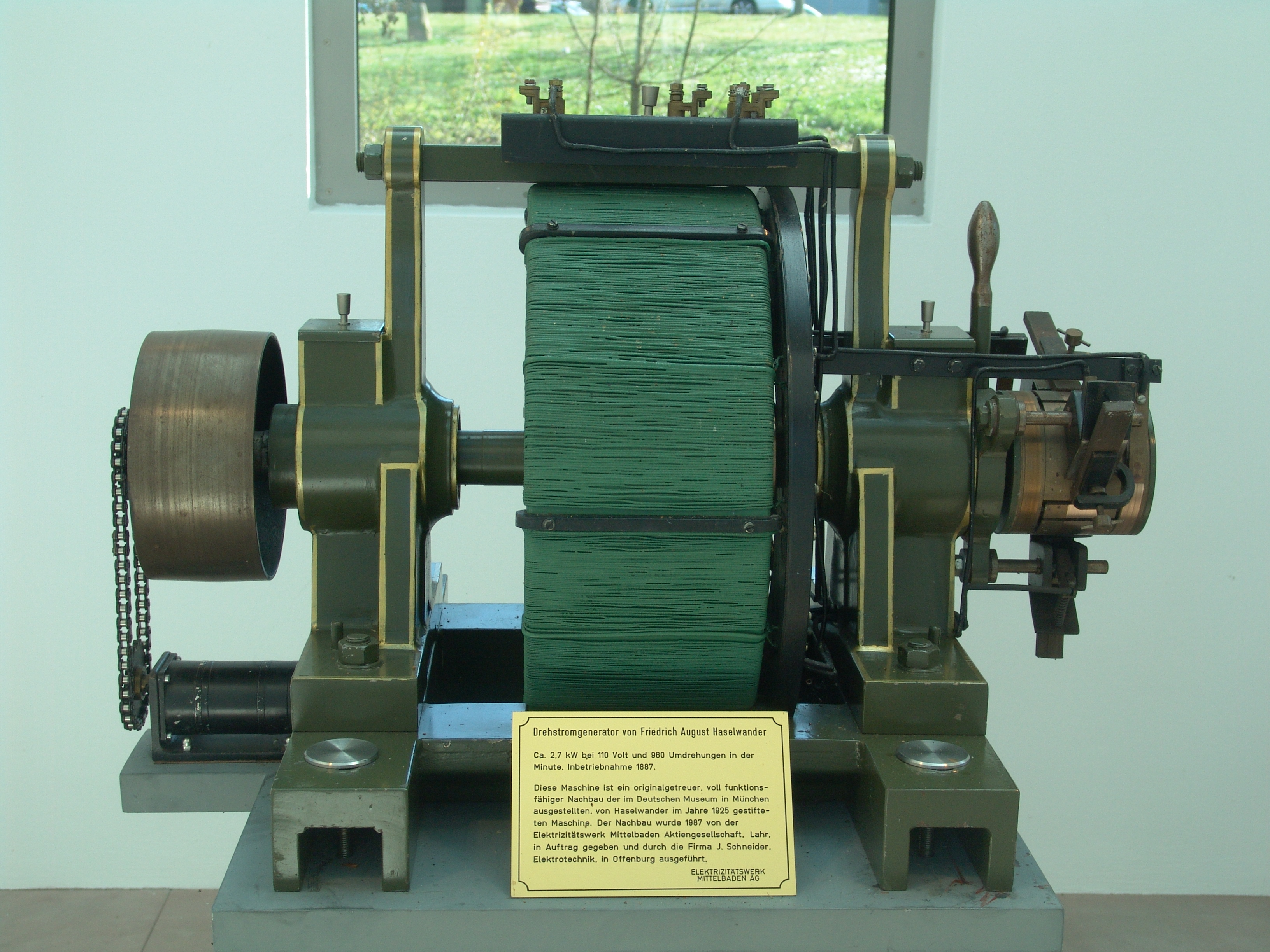
Nachbau des originalen Drei Phasen Generators durch das E-Werk Mittelbaden

Haselwanders bedeutendste Erfindung war die Drehstrom-Synchronmaschine. Zur Durchsetzung des elektrischen Stroms bedurfte es einer Möglichkeit, die Energie möglichst verlustarm zu übertragen. Diese verlustarme Übertragung steht in einem direkten Zusammenhang mit der Höhe der Spannung: je höher die Spannung, desto geringer die Verluste. Haselwander widmete sich schon früh diesem Problem. Sein erster Generator dieser Art ging im Oktober 1887 in Betrieb. Er integrierte seine Erfindung nahtlos in vorhandene Gleich- und Wechselstromsysteme. Der im Juli 1887 gestellte Patentantrag wurde anfangs abgelehnt, da der Sachbearbeiter des Gesuchs der Meinung war, dass es sich um zwei verschiedene Erfindungen handle. Im Jahre 1889 wurde das Patent aber erteilt. Jedoch wurde von Seiten der aufmerksam gewordenen großen Elektrounternehmen, die die Bedeutung der Erfindung erkannten, Einspruch gegen den Patentantrag eingelegt. Einen Rechtsstreit dagegen, dessen Streitwert auf 30 Millionen Mark veranschlagt war, konnte er sich nicht leisten. Haselwander war als Oberingenieur bei der Firma Wilhelm Lahmeyer & Co. in Frankfurt am Main tätig und übertrug ihr sein Patent. Als 1892 die AEG Lahmeyer übernahm, verlor Haselwander damit jeglichen Einfluss auf die Verwendung seines Patents.

Der von ihm gebauten Musteranlage in der Hutfabrik Adrion untersagte die Kaiserliche Reichspost 1890 den weiteren Betrieb, da sie angeblich die Telegrafenleitung störte; auch eine stationäre Anlage wurde nicht gestattet. Zwar konnte Haselwander 1891 seinen Generator mit dreiphasigem stehendem Ringanker und einem vierpoligen Läufer, wie in nebenstehender Abbildung, auf der Internationalen Elektrotechnischen Ausstellung 1891 in Frankfurt zeigen. Aber es blieb beim Prototyp, den er daraufhin noch zu Lebzeiten dem Deutschen Museum in München übergab, wo die Anlage sich bis heute befindet.

Haselwanders' Prototyp (Original)
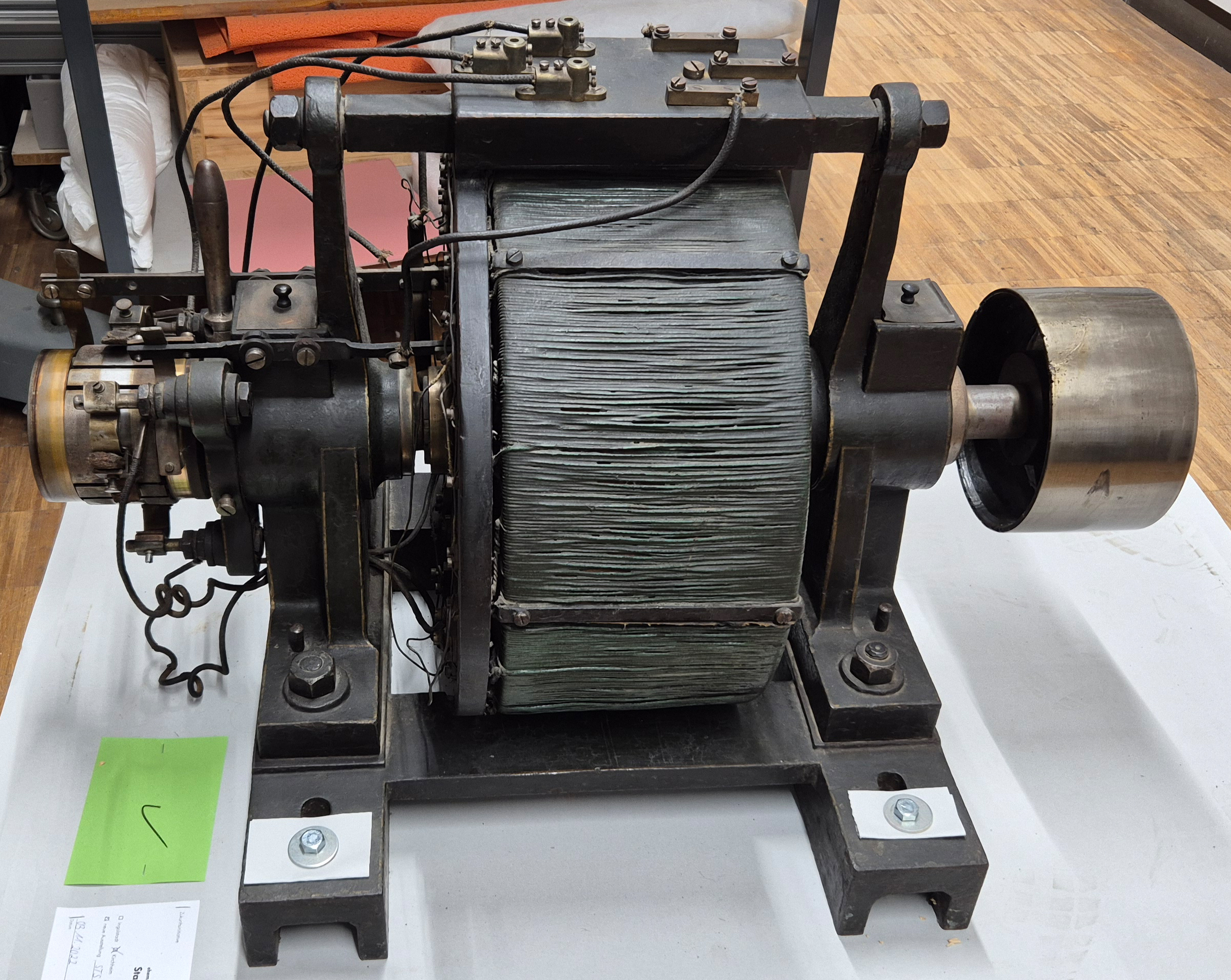
Seitenansicht des Generators
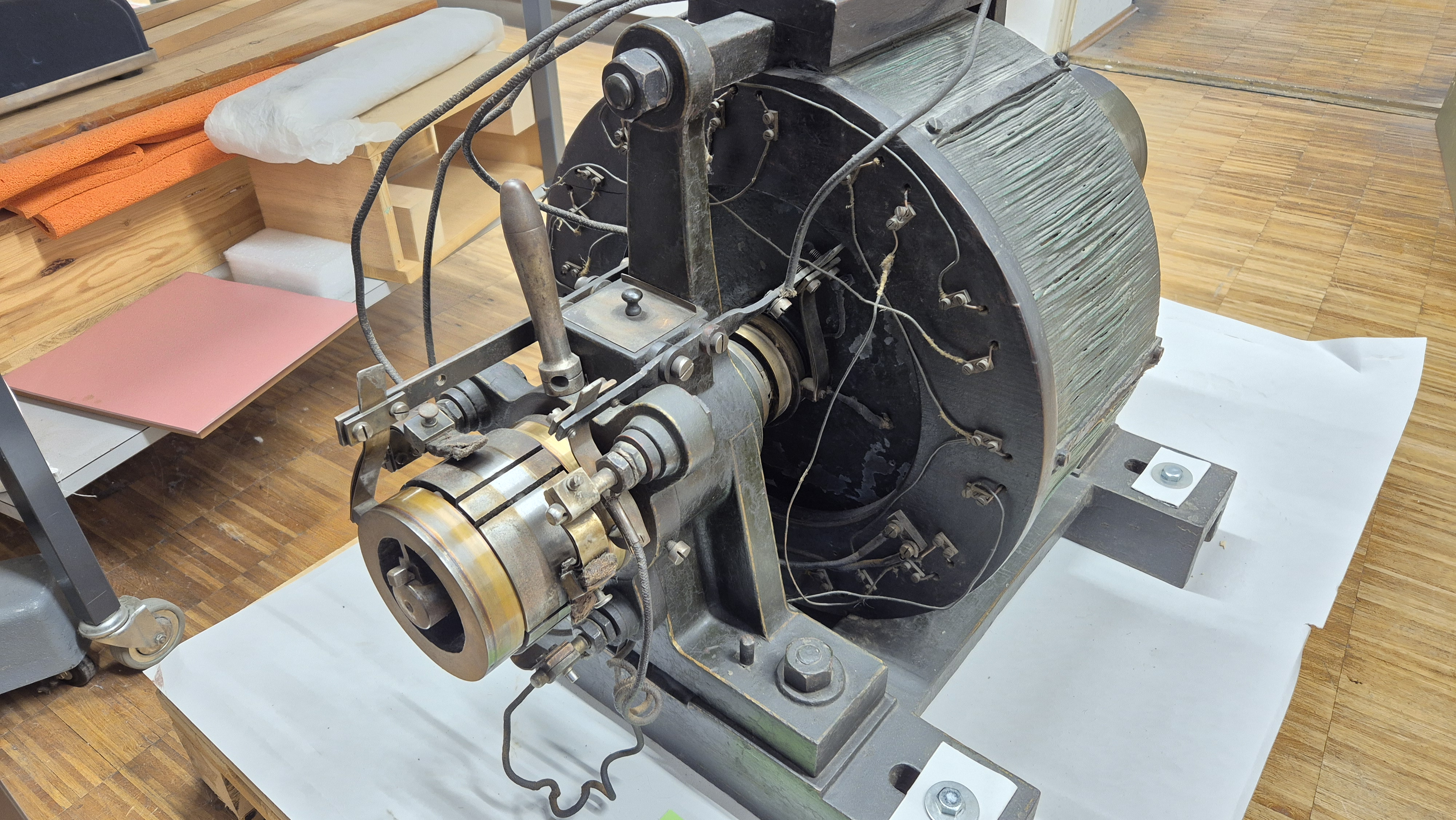
Sicht auf den Kommutator
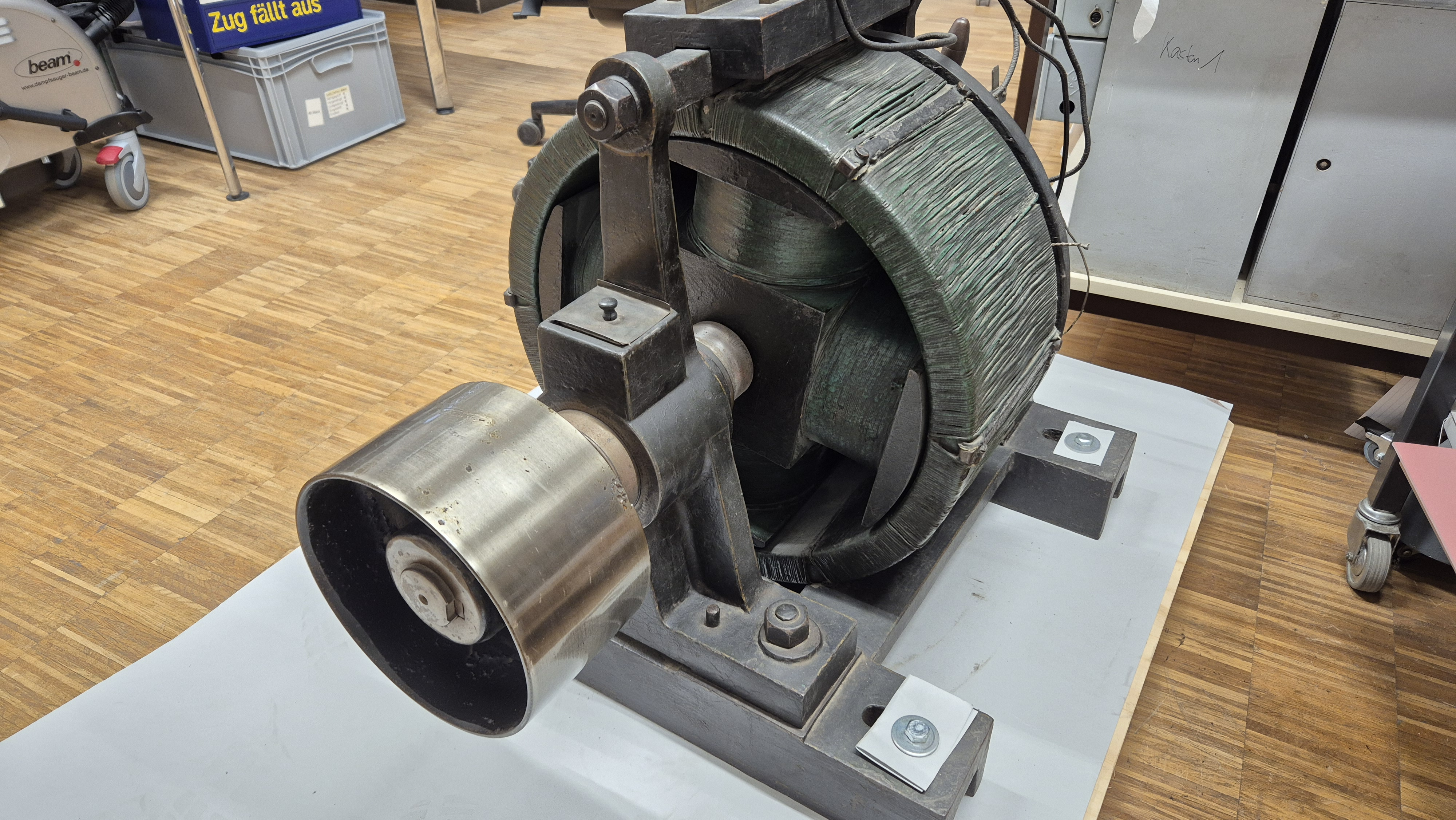
Sicht auf das Riemenrad

### Verfahren zur Direkteinspritzung in Verbrennungsmotoren

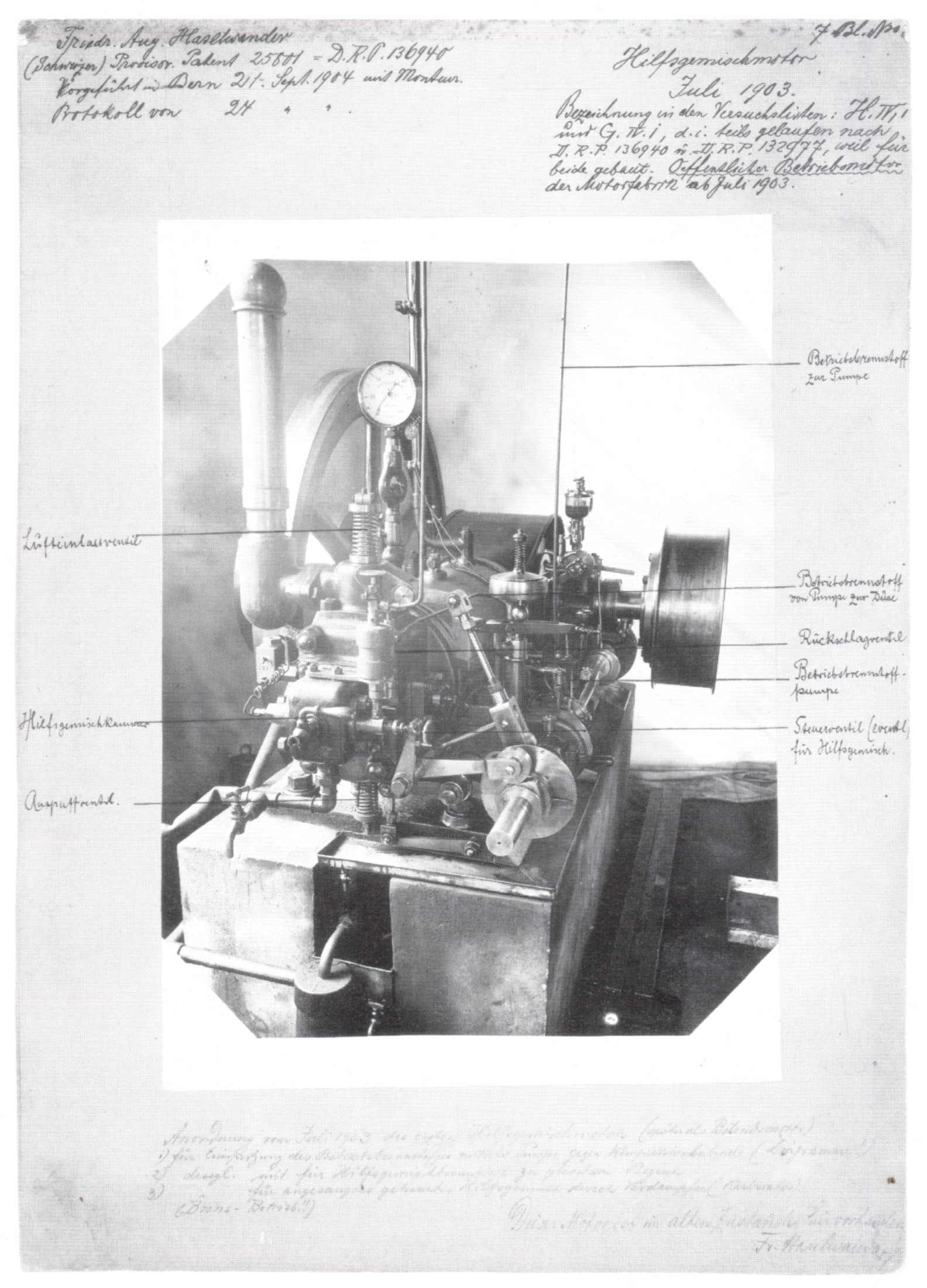
Anlage zur Patentschrift, 1903

Bereits 1898 führte Haselwander Untersuchungen zur Direkteinspritzung von Kraftstoff in Verbrennungsmotoren durch. Haselwander setzte auf einen Verdränger, anstelle des von Rudolf Diesel verwendeten Kompressors mit Einspritzdüse (verdichterlosen Dieselmotor) und 1901 entwickelte er den Dieselmotor mit Vorkammereinspritzung (Haselwander-motor). Die Firma Deutz baute in Lizenz unter der Bezeichnung Modell 2 von 1904 bis 1908 Schwerölmotoren mit liegenden Zylindern von 4 bis 45 PS. Es wurden 190 Stück gebaut.

## Ehrungen
- 1920: Verleihung der Ehrendoktorwürde der Technischen Hochschule Karlsruhe[8][9]
- Gedenktafel auf dem Waldbachfriedhof Offenburg
- Eine Straße in Offenburg ist nach ihm benannt.
- Die gewerblich-technische Schule in Offenburg trägt seinen Namen.

## Letzte Tage und Grab
Sein Biograf Franz Huber kannte ihn persönlich und schreibt: Eines Tages klagte er mir, das er nicht wisse, wie er durchkommen solle, da seine Gelder in Amerika noch nicht freigegeben waren. Ich vermittelte ihm durch die Sparkasse ein Darlehen, er verkaufte sein ererbtes Haus und dann kam kurz vor seinem Tod die erste Rate des von Amerika freigegebenen Vermögens. Die späteren Raten hat er nicht erlebt, er starb am 14. März 1932. Er wurde auf dem Friedhof in Offenburg bestattet. Auf seinem Grabstein stand das Goethewort: "Die Tat ist alles, nichts der Ruhm".